# جفت روح من
جفت روح من (به هندی: Mere Humsafar) و (به انگلیسی: My Soulmate) فیلمی هندی محصول سال ۱۹۷۰ و به کارگردانی دولال گوها است. در این فیلم بازیگرانی همچون جیتندرا، شارمیلا تاگور، بالراج ساهنی و شامی ایفای نقش کرده‌اند.